# Diastata repleta
Diastata repleta är en tvåvingeart som först beskrevs av Walker 1849.  Diastata repleta ingår i släktet Diastata och familjen sumpskogsflugor. Inga underarter finns listade i Catalogue of Life.